# Jeff Henderson
Jeffrey Todd "Jeff" Henderson, född den 19 februari 1989 i North Little Rock i Arkansas, är en amerikansk före detta friidrottare som främst tävlade i längdhopp.

## Karriär
Henderson studerade vid och tävlade för Hinds Community College, Florida Memorial University och Stillman College.
Hans första stora framgång internationellt kom 2015, när han vann guld vid panamerikanska spelen i Toronto. Hans segerhopp mätte hela 8,54 meter. Det hoppet kom i för stark medvind för att räknas som rekord, men han satte ändå nytt personligt rekord i samma tävling med 8,52 meter i godkänd vind.
Året efter det blev han olympisk guldmedaljör i längdhopp vid OS i Rio de Janeiro, med ett hopp på 8,38 meter som kom i sista omgången.
Han tog tre år senare silver vid VM i Doha, med ett hopp på 8,39 meter.

## Personliga rekord
- Längdhopp – 8,52 meter (22 juli 2015 i Toronto)